# Riocavado de la Sierra
Riocavado de la Sierra est une commune d'Espagne dans la communauté autonome de Castille-et-León, province de Burgos. Elle s'étend sur 43,316 km2 et comptait environ 60 habitants en 2011.